# Agnes von Rom (Yzeure)

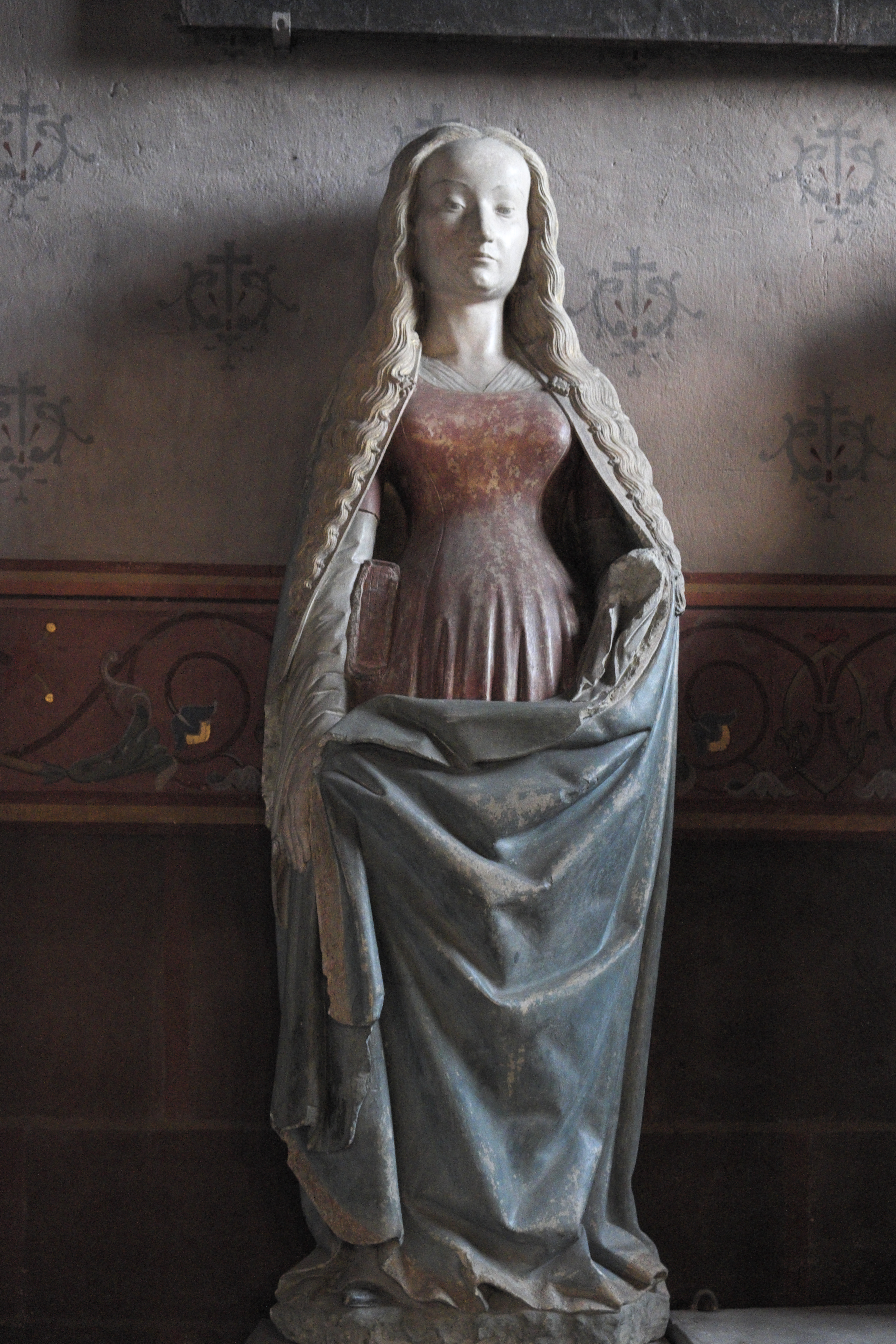
Agnes von Rom in Yzeure

Die Skulptur der heiligen Agnes von Rom in der Kirche St-Pierre in Yzeure, einer französischen Gemeinde im Département Allier der Region Auvergne-Rhône-Alpes, wurde im 15. Jahrhundert geschaffen. Im Jahr 1918 wurde die Skulptur der heiligen Agnes von Rom als Monument historique in die Liste der denkmalgeschützten Objekte (Base Palissy) in Frankreich aufgenommen.
Die polychrom gefasste Skulptur aus Stein ist circa 1,90 Meter hoch. Ihre langen dichten Haare weisen auf ihre Heiligenlegende hin.